# 拜占庭帝國外交
拜占庭帝國外交包含了他們施政的原則以及方法，是拜占庭帝國整個運作體系的環節之一，其要旨在於實踐其國家的目標與落實外交政策，歷史學者迪米特里·奥博连斯基曾寫道：「在東歐保護人民是政府首要任務，需要憑藉拜占庭外交的各種技巧和資源，維持一個統一的拜占庭最終影響了歐洲和中東的歷史」

## 戰略目標

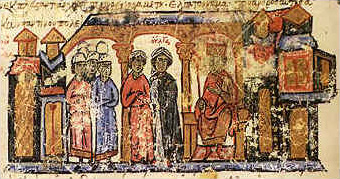
奧麗加和她的侍從在君士坦丁堡(收藏於馬德里)

在西羅馬帝國覆滅之後，拜占庭帝國的關鍵挑戰在於與其虎視眈眈的鄰邊諸國保持良好的關係，包含了喬治亞人、伊比利亞人、日耳曼人、保加爾人、斯拉夫人、亞美尼亞人、匈牙利人、阿瓦爾人、法蘭克人、倫巴底人以及阿拉伯人等民族，換個角度想這是體現以及維持帝國的動力，幾乎每個周邊民族都握有該地重要的資源，這些關鍵的資源是拜占庭帝國能否振興羅馬帝國的重要因素，然而現實上帝國終究只能成為名義上的地區形式結構，當帝國有能力設置正式外交機構，這些鄰國就會前來依附帝國，有鑑於古典作家建構出和平與戰爭之間的差距，拜占庭的外交手段可以說是戰爭的另一種形式，根據馬基維利、克勞塞維茨的研究，專研拜占庭的史學家約翰·金納莫斯歸納出：「從各式各樣的戰爭中，從最初然後走向最終的勝利，在當中的任何一次戰役其實都相差無幾。」在七世紀後拜占庭的正規軍不曾超過十四萬，皇帝體系的維持主要是憑藉著外交活動，拜占庭政府中的蠻族事務局（Bureau of Barbarians），可以說是史上第一個處理外交事務的中央單位，藉由收集帝國內部民族的重要消息來提供正確的外交決策判斷。

## 原則規範

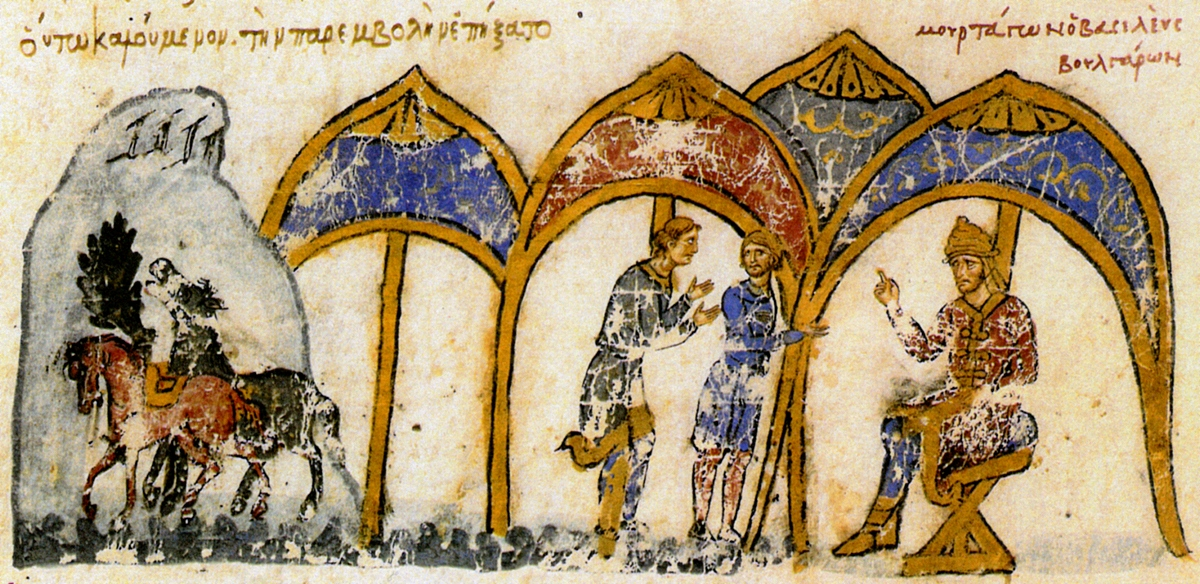
保加利亞的領袖奧莫爾塔格，他曾多次挑戰帝國的權威

拜占庭的外交決策是由國際情勢以及鄰邊諸國的關係所交織而成的網絡，不過通常主導權是由帝國掌握，然而這個過程只是嘗試解決周圍的問題，專研拜占庭的史學家伊万杰羅斯·克里索斯（Evangelos Chrysos）歸納出外交工作的三個過程：
- 歡迎新的成員加入帝國的體系。
- 帝國的一個諮詢單位，反映社會觀感以及價值。
- 制訂相關的法律[4]。

為了主導這些過程，拜占庭會避免這些成員加入決策過程，例如君士坦丁堡會有各國設置的大使館，一些皇室的成員會在其中擔任要職，所以他國只能握有部分修改的權限，而大權為皇族牢牢掌控，以至於拜占庭可在外交場合中想有壓倒性的勝利，君士坦丁堡當局可以勝利的因素還有他們控制了宣傳系統，因而感化外國人的外交態勢。當古代的歷史學家克雷莫纳的利乌特普兰德收到位於拜占庭首都大使的信函，大使表示在帝國如此的款待之下難以擔當重任，豪華的美食以及各種雜技娛樂，照顧其面面俱到的生活－視覺、聽覺，味覺，每當在外交的場合上必身著華服。
事實上拜占庭在外交的戰場上的勝利一點也不讓人意外：他必須面對兩方的強敵，在南方有波斯人、阿拉伯人、土耳其人（然而最後還是被土耳其人所滅），在北面有斯拉夫人和各個遊牧民族－眾所皆知的戰爭是相當耗費人力與金錢的，而拜占庭巧妙的把外交當成一種武器，假設保加爾人意圖威脅，拜占庭為試圖以相當代價予以基輔羅斯要求協防，當基輔羅斯嘗試騷擾邊境，就會請求佩切涅格人（突厥人的一支）幫助，當佩切涅格人進攻，可能由庫曼人和其他民族一起防禦，帝國總是可以在敵人入侵後尋求到陌生的其他民族合作，所以帝國盡可能的善待任何可以合作的其他民族，1282年拜占庭皇帝米海爾八世受到挑戰，西西里國王卡羅一世陰謀推翻他的地位，最終爆發了西西里晚禱戰爭，另外皇帝希拉克略曾經聯合西突厥汗國聯合打擊波斯國王霍斯勞二世。